# 分子系统发生学

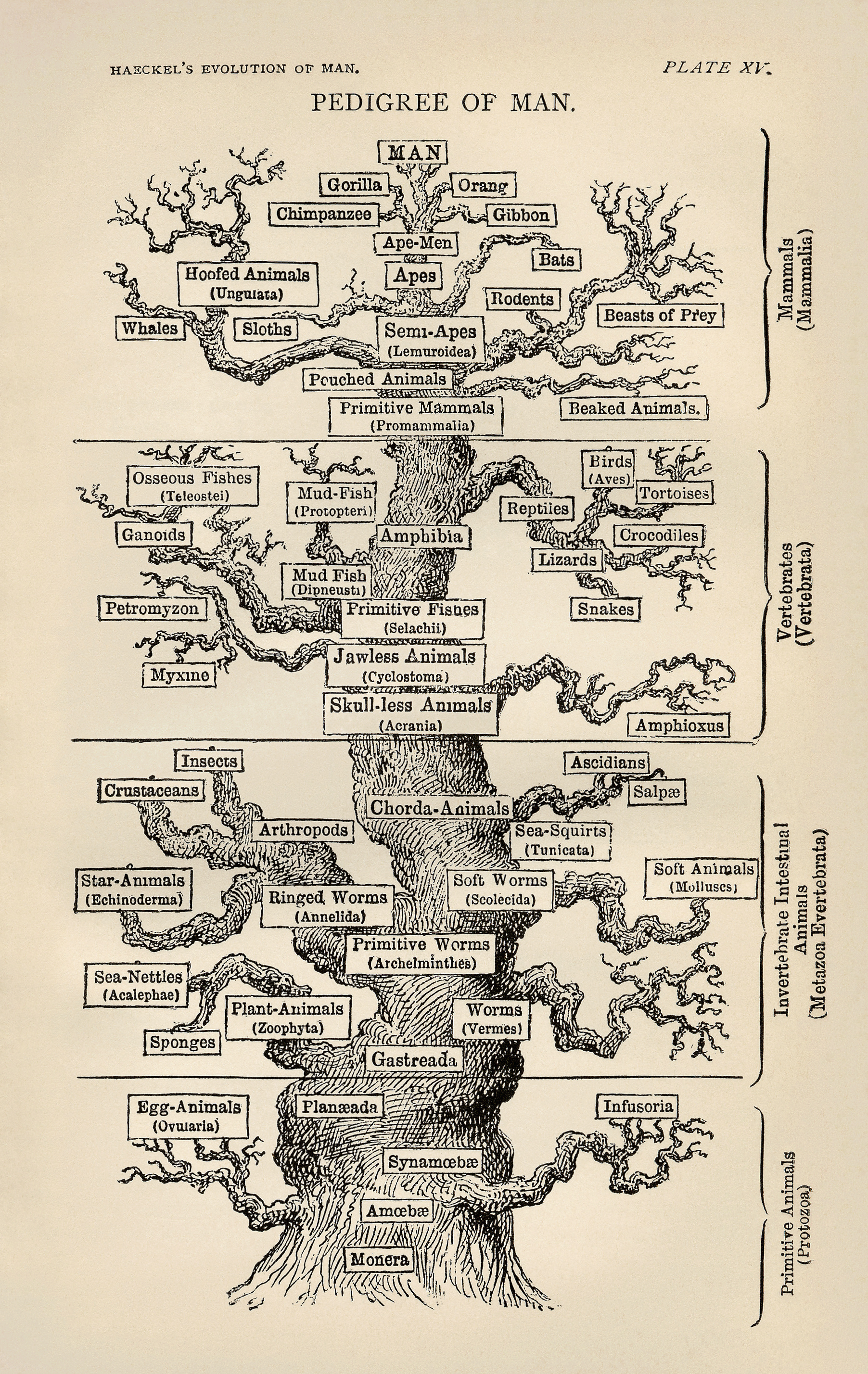
Haeckel描绘的生命系统树

分子系统发生学（Molecular phylogenetics）是分析遗传分子差异（主要是DNA序列）的系统发生学的一个分支，以获得有机体进化关系的信息。分子系统发生学分析的结果在系统发生树(phylogenetic tree)中表达。分子系统发生学是分子系統分類學的一个方面，更广泛的术语还包括在生物分类学和生物地理学中使用分子数据。
分子系统发生学和分子演化相关。 分子进化是在生命树（进化）的各个分支中在分子水平（基因，蛋白质等）上选择性变化（突变）的过程。 分子系统发育学推断由于分子进化而产生的进化关系，并导致系统发育树的构建。 根据1870年代Haeckel所知的信息，右边显示的图描绘了生命系统树作为最早的详细树木之一。
分子系統發生學的出現，很可能會改變大眾對舊有動物分類的認識。舉例說：傳統上鱗翅目物種皆二分為蛾跟蝴蝶兩大分支，但研究認為其實所有蝶類皆應歸類到鳳蝶總科去，而鳳蝶總科又是鱗翅目之中、有喙亞目之中、真鱗翅類之中、真異脈類之中、雙孔亞目之中、短突雙孔類之中、螟蛾類中的一個演化支。類似的改變還有嚙蟲總目的合併，以及白蟻被合併進蜚廉目的例子。